# Grenette
Die Grenette (französisch: Ruisseau de la Grenette) ist ein kleiner Fluss in Frankreich, der im Département Drôme in der Region Auvergne-Rhône-Alpes verläuft. Sie entspringt im nordwestlichen Gemeindegebiet von Soyans, entwässert generell Richtung Nordnordwest und mündet nach rund 17 Kilometern im Gemeindegebiet von Grane als linker Nebenfluss in die Drôme, die hier das Natura 2000-Reservat Ramières du Val de Drôme bildet. Bei La Roche-sur-Grane quert die Grenette die Eisenbahnstrecke LGV Méditerranée.

## Orte am Fluss
(Reihenfolge in Fließrichtung)
- Les Trois Fonds, Gemeinde La Répara-Auriples
- Bontoux, Gemeinde La Repara-Auriples
- Mourière, Gemeinde La Repara-Auriples
- Autichamp
- Issartel, Gemeinde La Roche-sur-Grane
- Grane